# Sapienti consilio
La costituzione apostolica Sapienti consilio, datata 29 giugno 1908, venne promulgata da papa Pio X, con lo scopo di riformare la Curia romana.

## Quadro storico
La Sapienti consilio fu la terza riforma della Curia romana nella storia della Chiesa. La Curia romana fu pensata nei secoli per aiutare il Romano Pontefice nel governo della Chiesa cattolica. La prima grande riforma fu quella di papa Gregorio VII, alla metà del XI secolo, che mise le basi su quella che fu il Governo della Chiesa e dello Stato della Chiesa per molti secoli. Nel XVI secolo fu papa Sisto V con la sua Immensa Aeterni Dei a rinnovarla in chiave moderna e che in gran parte è giunta fino ai giorni nostri.

## Contenuti
Con le mutate condizioni politiche dello Stato della Chiesa, con i ridimensionamenti del XIX secolo, la Sapienti consilio razionalizzò le competenze dei distinti organi della Curia romana, sopprimendo gli organi non direttamente ecclesiastici e riorganizzando i diciannove dicasteri in cui era divisa la Curia nelle seguenti categorie: undici congregazioni, tre tribunali e cinque uffici.
La riforma di papa Pio X introdusse un nuovo spirito nella Curia romana, in particolare per il fatto di essere al servizio del Supremo Pastore della Chiesa e non di un singolo capo di Stato. Questo fu il primo passo per le seguenti riforme di papa Paolo VI del 1967, con la costituzione apostolica Regimini Ecclesiae universae, di papa Giovanni Paolo II del 1988, con la Pastor Bonus, e di papa Francesco del 2022, con la Praedicate evangelium.
La ristrutturazione trovò insoddisfatte le Chiese orientali, in quanto il pontefice aveva riunito sotto la Congregazione di Propaganda Fide, tutte le competenze riguardanti queste comunità. A tale scopo papa Benedetto XV nel 1917, con il motu proprio Dei Providentis del 1º maggio, accolse le loro richieste, togliendo queste competenze a Propaganda Fide per affidarle a un nuovo organismo: la Congregazione per le Chiese Orientali.

## Struttura della Curia
Con la riforma la Curia venne divisa in tre tipi di dicastero: congregazioni, tribunali e uffici.

### Congregazioni
- Congregazione del Sant'Uffizio
- Congregazione Concistoriale
- Congregazione per la Disciplina dei Sacramenti
- Congregazione del Concilio
- Congregazione per i Religiosi
- Congregazione di Propaganda Fide
- Congregazione dell'Indice
- Congregazione dei Riti
- Congregazione delle Cerimonie
- Congregazione per gli Affari Ecclesiastici Straordinari
- Congregazione degli Studi

### Tribunali
- Penitenzieria Apostolica
- Romana Rota
- Segnatura Apostolica

### Uffici
- Cancelleria Apostolica
- Dataria Apostolica
- Camera Apostolica
- Segreteria di Stato
- Segretariato per i Brevi ai Principi e per le Lettere Latine